# Лиссауэр, Эрнст
Эрнст Лиссауэр (нем. Ernst Lissauer; 10 декабря 1882, Берлин — 10 декабря 1937[…], Вена) — немецкий писатель, поэт и автор песен еврейского происхождения. Большую известность приобрёл после сочинения в 1914 году песни Гимн ненависти к Англии, сплотившей немецкий народ в начальный период Первой мировой войны.

## Биография
Эрнст Лиссауэр родился в Берлине в богатой еврейской семье. Его предки были соучредителями Берлинского общества по ассимилляции евреев в Германии, поэтому ему с детства прививали любовь к немецкой истории и культуре. Отучившись во Фридрихсвердерской гимназии в Берлине, он отправился изучать историю немецкой литературы сначала в Лейпциг, а затем в Мюнхен.
В 1906 году он вернулся в Берлин, где начал карьеру писателя. Следующие шесть лет Лиссауэр был занят сочинением стихотворений, для своих первых сборников «Der Acker» (1907) и «Der Strom» (1912), которые сразу после публикации принесли ему широкую известность. В годы Первой мировой войны за своё творчество он был удостоен ордена Красного орла четвёртой степени с короной и был назначен генералом Хансом фон Сектом на пост пропагандиста. В 1924 году Лиссауэр переехал в Вену, где и скончался от пневмонии спустя 13 лет в свой 55-й день рождения.

## Творчество
Свои первые рукописи Лиссауэр отправил издателю Ойгену Дидерихсу, который после их прочтения охарактеризовал автора как «величайшего немецкого поэта современности». В сентябре 1914 года, вместе с тремя стихотворениями о войне, Лиссауэр в памфлете под названием «Worte in die Zeit — Flugblätter» опубликовал текст песни под названием Гимн ненависти к Англии. В 1925 году он опубликовал сборник стихотворений под названием «Счастье в Австрии».
В период с апреля по октябрь 1934 год Лиссауэр строил планы относительно посмертной публикации своих сочинений. В первую книгу двенадтцатитомника под названием «Bemerkungen» он планировал включить свои стихотворения, в том числе и Гимн ненависти.